# Modest Mouse
Modest Mouse je americká indie rocková hudební skupina, jež vznikla v roce 1993. Tehdy ji tvořili kytarista Isaac Brock, bubeník Jeremiah Green, kytarista Dann Gallucci a Eric Judy (basová kytara).
Po vydání debutového alba This Is a Long Drive for Someone with Nothing to Think About se jejich složení ustálilo na trojich Brock, Green a Judy. V květnu 2006 posílil skupinu další kytarista Johnny Marr (ten dříve působil v The Smiths), společně s ním přišli i Joe Plummer a Tom Peloso, aby společně pracovali na desce We Were Dead Before the Ship Even Sank.
V květnu a červnu 2008 vystoupili Modest Mouse na patnácti koncertech jako předkapela slavnějších R.E.M.

## Diskografie
- 1996: This Is a Long Drive for Someone with Nothing to Think About
- 1997: The Lonesome Crowded West
- 2000: The Moon & Antarctica
- 2004: Good News for People Who Love Bad News
- 2007: We Were Dead Before the Ship Even Sank
- 2015: Strangers to Ourselves
- 2021: The Golden Casket